# Bergamosoma canestrinii
Bergamosoma canestrinii är en mångfotingart som först beskrevs av Fedrizzi 1878.  Bergamosoma canestrinii ingår i släktet Bergamosoma och familjen knöldubbelfotingar. Utöver nominatformen finns också underarten B. c. borgense.